# Eva Braun (Band)
Eva Braun ist eine serbische Popband, die 1990 in Bečej in Serbien gegründet wurde. Die Gruppe zählt zu den bedeutendsten Popgruppen Serbiens der 1990er Jahre.

## Geschichte
Eva Braun wurde 1989 in Bečej von Goran Vasović und Petar Dolinka gegründet. Ein Jahr später kommen zur Gruppe Milan Glavaški und Ljubomir Rajić hinzu. Der Name der Band, benannt nach der Hitler-Geliebten Eva Braun, wurde auf Vorschlag von Goran Vasović angenommen, da dieser Name provokativ zu sein schien. Das erste Album der Band erschien 1992, dem 30-jährigen Jubiläum des ersten Albums der Beatles, was die Band als besonderes Omen empfand, da die Musik der Beatles sie maßgebend geprägt hatte. Danach folgten sechs Alben, sowie ein Album, Nowhere Land, speziell für den US-Markt, jedoch unter dem Bandnamen Viva Brown.

## Diskografie

### Studio-Alben
- 1992: Prisluškivanja
- 1995: Pop Music
- 1998: Heart Core
- 2001: Everest

### Live-Alben
- 1993: Unplugged 16. April 1993.

### Kompilationen
- 1999: Nowhere Land
- 2000: First & Last
- 2008: Off the Record